# Triskî, Krasîliv
Triskî (în ucraineană Тріски) este un sat în comuna Hrîțenkî din raionul Krasîliv, regiunea Hmelnîțkîi, Ucraina.

## Demografie
Componența lingvistică a localității Triskî
     Ucraineană (100%)
Conform recensământului din 2001, toată populația localității Triskî era vorbitoare de ucraineană (100%).